# Rhinolophus shameli
Espèce
Répartition géographique
Statut de conservation UICN

 LC  : Préoccupation mineure
Rhinolophus shameli — ou chauve-souris fer à cheval de Shamel — est une espèce de chauve-souris de la famille Rhinolophidae. 
On la trouve au Cambodge, au Laos, au Myanmar, en Thaïlande et au Vietnam.
L'éponyme du nom d'espèce shameli est le mammalogiste américain Henry Harold Shamel. 